# Hayneville, Alabama
Hayneville là một thị trấn thuộc quận Lowndes, tiểu bang Alabama, Hoa Kỳ. Dân số năm 2009 là 1087 người, mật độ đạt 226 người/km².